# Pterocarya
Pterocarya son un género de plantas de la familia de las juglandáceas. Pterocarya proviene del griego antiguo πτερο- "ala" + κάρυον "nuez", originario de Asia.

## Descripción
Son árboles caducifolios, de 10-40 metros de alto, con hojas pinnadas de 20-45 cm de largo, con 11-25 hojuelas. Las ramas tienen médulas compartimentadas, una característica que comparte el género Juglans, pero no con el género Carya, las pacanas, de la misma familia de Juglandáceas.
Las flores son monoicos, en amentos. Los amentos con semillas cuando maduran (alrededor de 6 meses después de la polinización) son colgantes, de 15-45 cm de largo, con 20-80 semillas colgadas a lo largo de ellos.
Las semillas son pequeñas nueces de 5-10 mm de ancho, con dos alas, una a cada lado. En algunas de las especies, las alas son cortas (5-10 mm) y anchas (5-10 mm), en otros más largos (10-25 mm) y más estrechas (2-5 mm).

## Especies
Hay seis especies de pterocarias:
- Pterocarya fraxinifolia - Cáucaso y montes Elburz en el sudoeste de Asia.
- Pterocarya hupehensis Slan - Centro de China.
- Pterocarya macroptera - Oeste y sudoeste de China.
- Pterocarya rhoifolia - Japón, este de China (Shandong).
- Pterocarya stenoptera C. DC. - China, dispersado.
- Pterocarya tonkinensis - Extremo sur de China (Yunnan), Indochina.

Otra especie de China, con un follaje similar y un anillo circular inusual justo alrededor de la nuez (en lugar de dos alas a los lados), previamente incluida como Pterocarya paliurus, se ha transferido ahora a un nuevo género, como Cyclocarya paliurus.

## Usos
Las pterocarias son árboles grandes y de crecimiento rápido, ocasionalmente plantados en parques y grandes jardines. El más cultivado fuera de Asia es P. fraxinifolia, junto con P. rhoifolia. El híbrido P. x rehderiana, un cruce entre P. fraxinifolia y P. stenoptera, es incluso más rápido de crecimiento y ocasionalmente ha sido plantado para la producción de madera. La madera es de buena calidad, parecida a la del nogal, aunque no tan densa ni fuerte.